# 네모바지 스폰지밥 시즌 11
《네모바지 스폰지밥》의 열한 번째 시즌은 2017년 6월 24일부터 니켈로디언에서 '스팟 리턴즈'/'더 체크 업'을 시작으로 방영되었다. 시리즈는 허구의 수중 도시인 비키니 보톰(Bikini Bottom)에서 스폰지밥을 비롯한 여러 캐릭터들의 이야기를 다룬다. 시즌은 시리즈 제작자인 스티븐 힐런버그가 제작하였고, 쇼러너는 슈퍼바이징 프로듀서이기도 한 마크 셸커리와 빈센트 월러이다.
시리즈는 2017년 3월 2일에 시즌 10과 함께 공개되었다.

## 개요
2016년 3월 3일 본작이 시즌 11로 리뉴얼되었다고 발표되었다. 2016년 11월 16일 빈센트 월러는 26시간 30분 분량의 총 243개의 에피소드로 본 시즌을 구성하겠다고 발표하였다.
또한 빈센트 월러는 미스터 라우에렌스가 "동굴에 사는 스펀지"(Cave Dwelling Sponge) 에피소드의 각본을 담당하였으며 "멘레이 돌아오다"(Man Ray Returns) 에피소드의 각본은 카즈가 담당한다고 발표하였다.

## 에피소드
| 전체 번호 | 시즌 번호 | 제목                                               | 감독                         | 작가          | 스토리보더                       | 본 방송 날짜     | 대한민국 방송 날짜 | 미국 시청자 수 (100만) |
| --------- | --------- | -------------------------------------------------- | ---------------------------- | ------------- | -------------------------------- | ---------------- | ------------------ | ---------------------- |
| 216a      | 1a        | "Cave Dwelling Sponge" "동굴의 스폰지"             | 앨런 스마트                  | 미스터 로렌스 | 브라이언 모란테                  | 2017년 9월 23일  | 2018년 1월 12일    | 1.92                   |
| 216b      | 1b        | "The Clam Whisperer" "조개의 친구"                 | 밥 자크                      | 벤 그루버     | 존 트래빅                        | 2017년 9월 23일  | 2018년 1월 12일    | 1.92                   |
| 217a      | 2a        | "Spot Returns" "내 사랑 아메바"                    | 톰 야스미                    | 앤드루 굿맨   | 존 트래빅                        | 2017년 7월 24일  | 2018년 1월 19일    | 1.96                   |
| 217b      | 2b        | "The Check-Up" "무서운 건강 검진"                  | 톰 야스미                    | 앤드루 굿맨   | 존 트래빅                        | 2017년 7월 24일  | 2018년 1월 19일    | 1.96                   |
| 218a      | 3a        | "Spin the Bottle" "소원을 말해봐"                  | 밥 자크                      | 카즈          | 프레드 오스몬드                  | 2017년 7월 16일  | 2018년 1월 26일    | 1.99                   |
| 218b      | 3b        | "There's a Sponge in My Soup" "허파가 된 스폰지밥" | 톰 야스미                    | 카즈          | 켈리 암스트롱                    | 2017년 11월 7일  | 2018년 1월 26일    | 1.46                   |
| 219a      | 4a        | "Man Ray Returns" "악당의 귀환"                    | 앨런 스마트, 톰 야스미       | 카즈          | 존 트래빅                        | 2017년 9월 30일  | 2018년 2월 2일     | 2.07                   |
| 219b      | 4b        | "Larry the Floor Manager" "새로 온 매니저"         | 밥 자크                      | 벤 그루버     | 프레드 오스몬드                  | 2017년 9월 30일  | 2018년 2월 2일     | 2.07                   |
| 220       | 5         | "The Legend of Boo-Kini Bottom" "핼러윈의 전설"    | 마크 카바예로, 셰이머스 월시 | 미스터 로렌스 | 브라이언 모란테, 샐리 크뤼크섕크 | 2017년 10월 13일 | 2017년 10월 27일   | 2.21                   |
| 221a      | 6a        | "No Pictures Please" "사진 그만 찍어요!"           | 톰 야스미                    | 미스터 로렌스 | 프레드 오스먼드, 데이브 커닝햄   | 2017년 11월 6일  | 2018년 2월 9일     | 1.84                   |
| 221b      | 6b        | "Stuck on the Roof" "지붕에서 살래요"              | 밥 잭스                      | 앤드루 굿맨   | 켈리 암스트롱, 셤 코헨           | 2017년 11월 6일  | 2018년 2월 9일     | 1.84                   |